# Campionati europei di atletica leggera 2024 - Lancio del martello femminile
La gara del lancio del martello femminile dei campionati europei di atletica leggera 2024 si è svolta tra il 9 e il 10 giugno allo Stadio Olimpico di Roma, in Italia.

## Podio
| Pos.    | Atleta           | Nazionalità | Tempo   |
| ------- | ---------------- | ----------- | ------- |
| Oro     | Sara Fantini     | Italia      | 74,18 m |
| Argento | Anita Włodarczyk | Polonia     | 72,92 m |
| Bronzo  | Rose Loga        | Francia     | 72,68 m |

## Situazione pre-gara

### Record
Prima di questa competizione, il record del mondo (RM), il record europeo (EU) e il record dei campionati (RC) sono i seguenti:
| Record                | Prestazione | Atleta                   | Data                             | Competizione |
| --------------------- | ----------- | ------------------------ | -------------------------------- | ------------ |
| Record mondiale       | 82,98 m     | Anita Włodarczyk Polonia | 28 agosto 2016 Varsavia, Polonia |              |
| Record europeo        | 82,98 m     | Anita Włodarczyk Polonia | 28 agosto 2016 Varsavia, Polonia |              |
| Record dei campionati | 78,94 m     | Anita Włodarczyk Polonia | 12 agosto 2018 Berlino, Germania | Europei 2018 |

### Campione in carica
La campionessa europea in carica era prima della manifestazione sportiva:
| Campione | Nazione                | Prestazione | Data                            | Competizione |
| -------- | ---------------------- | ----------- | ------------------------------- | ------------ |
| Europea  | Bianca Ghelber Romania | 72,72 m     | 17 agosto 2022 Monaco, Germania | Europei 2022 |

## Risultati

### Qualificazioni
I turni di qualificazione si sono tenuti il 9 giugno a partire dalle ore 10:05.
Accedono alla finale gli atleti di ogni gruppo che raggiungono la misura di 71,50 m (Q) o le 12 migliori misure (q).
| Pos | Gruppo | Atleta                         | Nazionalità | 1ª prova | 2ª prova | 3ª prova | Risultato | Note                                     |
| --- | ------ | ------------------------------ | ----------- | -------- | -------- | -------- | --------- | ---------------------------------------- |
| 1   | A      | Katrine Koch Jacobsen          | Danimarca   | x        | 72,88 m  |          | 72,88 m   | Q                                        |
| 2   | B      | Sara Fantini                   | Italia      | 71,16 m  | x        | 72,28 m  | 72,28 m   | Q                                        |
| 3   | B      | Rose Loga                      | Francia     | 71,70 m  |          |          | 71,70 m   | Q                                        |
| 4   | B      | Zalina Marghieva               | Moldavia    | 70,81 m  | 71,33 m  | r        | 71,33 m   | q                                        |
| 5   | B      | Anita Włodarczyk               | Polonia     | 69,18 m  | 71,08 m  | 71,27 m  | 71,27 m   | q                                        |
| 6   | B      | Silja Kosonen                  | Finlandia   | 69,99 m  | 69,96 m  | 70,94 m  | 70,94 m   | q                                        |
| 7   | A      | Nicola Tuthill                 | Irlanda     | 65,76 m  | 69,04 m  | 69,85 m  | 69,85 m   | q                                        |
| 8   | A      | Malwina Kopron                 | Polonia     | 67,56 m  | 68,59 m  | 69,13 m  | 69,13 m   | q                                        |
| 9   | A      | Réka Gyurátz                   | Ungheria    | 59,77 m  | x        | 69,06 m  | 69,06 m   | q                                        |
| 10  | A      | Anna Purchase                  | Regno Unito | 68,91 m  | 64,56 m  | 66,44 m  | 68,91 m   | q                                        |
| 11  | A      | Hanna Skydan                   | Azerbaigian | 64,66 m  | 68,80 m  | x        | 68,80 m   | q                                        |
| 12  | B      | Katarzyna Furmanek             | Polonia     | 67,75 m  | 68,19 m  | 68,66 m  | 68,66 m   | q                                        |
| 13  | A      | Rachele Mori                   | Italia      | 66,74 m  | 67,18 m  | 68,52 m  | 68,52 m   | Miglior prestazione personale stagionale |
| 14  | B      | Charlotte Payne                | Regno Unito | 55,56 m  | 68,47 m  | x        | 68,47 m   |                                          |
| 15  | A      | Elísabet Rut Rúnarsdóttir      | Islanda     | x        | 68,02 m  | x        | 68,02 m   |                                          |
| 16  | B      | Samantha Borutta               | Germania    | x        | 68,00 m  | x        | 68,00 m   |                                          |
| 17  | B      | Guðrún Karítas Hallgrímsdóttir | Islanda     | 67,32 m  | x        | 67,57 m  | 67,57 m   |                                          |
| 18  | A      | Alexandra Tavernier            | Francia     | 63,35 m  | 67,11 m  | 65,06 m  | 67,11 m   |                                          |
| 19  | B      | Stamatia Scarvelis             | Grecia      | 66,06 m  | 65,93 m  | 67,10 m  | 67,10 m   |                                          |
| 20  | A      | Bianca Florentina Ghelber      | Romania     | 66,70 m  | 65,03 m  | x        | 66,70 m   |                                          |
| 21  | B      | Valentina Savva                | Cipro       | 66,58 m  | 65,91 m  | x        | 66,58 m   |                                          |
| 22  | A      | Beatrice Nedberge Llano        | Norvegia    | 66,53 m  | x        | 66,49 m  | 66,53 m   |                                          |
| 23  | A      | Krista Tervo                   | Finlandia   | 66,16 m  | x        | 65,36 m  | 66,16 m   |                                          |
| 24  | B      | Iryna Klymets                  | Ucraina     | 64,69 m  | 66,11 m  | x        | 66,11 m   |                                          |
| 25  | A      | Grete Ahlberg                  | Svezia      | 65,18 m  | 65,47 m  | x        | 65,47 m   |                                          |
| 26  | A      | Thea Löfman                    | Svezia      | 54,65 m  | x        | 64,31 m  | 64,31 m   |                                          |
| 27  | A      | Veronika Kaňuchová             | Slovacchia  | 63,85 m  | x        | x        | 63,85 m   |                                          |
| 28  | B      | Suvi Koskinen                  | Finlandia   | 62,72 m  | 60,59 m  | x        | 62,72 m   |                                          |
| 29  | B      | Martina Hrašnová               | Slovacchia  | 61,46 m  | x        | x        | 61,46 m   |                                          |
| -   | B      | Rebecka Hallerth               | Svezia      | x        | x        | x        | nm        |                                          |

### Finale
La finale si è tenuta il 10 giugno a partire dalle 21:33.
| Pos     | Atleta                | Nazionalità | 1ª prova | 2ª prova | 3ª prova | 4ª prova | 5ª prova | 6ª prova | Risultato | Note                                     |
| ------- | --------------------- | ----------- | -------- | -------- | -------- | -------- | -------- | -------- | --------- | ---------------------------------------- |
| Oro     | Sara Fantini          | Italia      | 70,05 m  | 72,30 m  | 72,61 m  | 74,18 m  | 70,77 m  | 70,71 m  | 74,18 m   | Miglior prestazione personale stagionale |
| Argento | Anita Włodarczyk      | Polonia     | 71,42 m  | 71,93 m  | 71,91 m  | 72,92 m  | 72,24 m  | 71,20 m  | 72,92 m   | Miglior prestazione personale stagionale |
| Bronzo  | Rose Loga             | Francia     | 69,31 m  | x        | 67,16 m  | 72,68 m  | 70,64 m  | x        | 72,68 m   | Miglior prestazione personale            |
| 4       | Silja Kosonen         | Finlandia   | 70,52 m  | 72,06 m  | 71,75 m  | 71,27 m  | 67,87 m  | x        | 72,06 m   |                                          |
| 5       | Katrine Koch Jacobsen | Danimarca   | x        | 70,57 m  | x        | 70,46 m  | 70,11 m  | 70,32 m  | 70,57 m   |                                          |
| 6       | Zalina Marghieva      | Moldavia    | 69,66 m  | 70,57 m  | 68,96 m  | x        | 69,19 m  | x        | 70,57 m   |                                          |
| 7       | Malwina Kopron        | Polonia     | x        | 69,72 m  | x        | 68,48 m  | 68,50 m  | x        | 69,72 m   |                                          |
| 8       | Anna Purchase         | Regno Unito | 68,15 m  | 65,78 m  | 69,24 m  | 65,96 m  | 65,84 m  | x        | 69,24 m   |                                          |
| 9       | Nicola Tuthill        | Irlanda     | 66,85 m  | 69,09 m  | 66,29 m  |          |          |          | 69,09 m   |                                          |
| 10      | Hanna Skydan          | Azerbaigian | 66,27 m  | 68,10 m  | x        |          |          |          | 68,10 m   |                                          |
| 11      | Katarzyna Furmanek    | Polonia     | 67,11 m  | 67,50 m  | x        |          |          |          | 67,50 m   |                                          |
| 12      | Réka Gyurátz          | Ungheria    | 66,68 m  | x        | x        |          |          |          | 66,68 m   |                                          |